# Ursula von Rydingsvärd

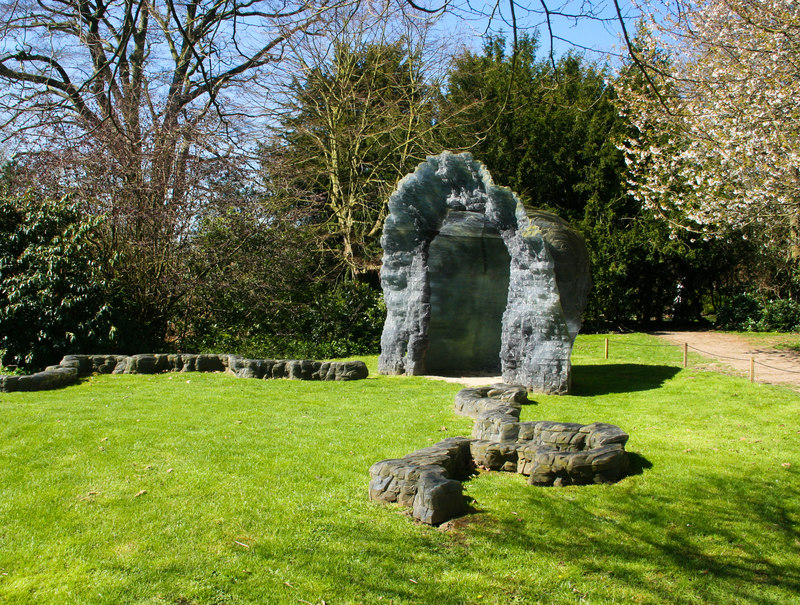
Praca Ursuli von Rydingsvärd Damski Czepek, znajdująca się w West Bretton

Ursula von Rydingsvärd z domu Karoliszyn (ur. 1942 w Deensen) – amerykańska rzeźbiarka narodowości polskiej, jedna z najbardziej znanych artystek w Stanach Zjednoczonych.

## Życiorys
Pochodzi z polskiej, chłopskiej rodziny, która w czasie II wojny światowej została wywieziona na roboty przymusowe do Niemiec, gdzie urodziła się w Dolnej Saksonii. Po wojnie rodzina trafiła do obozu dla uchodźców przeznaczonego dla Polaków. Dzięki oddziałowi Związku Narodowego Polskiego z New Jersey i katolickiemu sponsorowi The National Catholic Welfare Council rodzina w 1950 przyjechała do Stanów Zjednoczonych. Artystka zamieszkała z rodzicami i sześciorgiem rodzeństwa w Plainville w Connecticut.
W 1975 ukończyła nowojorski Uniwersytet Columbia, gdzie uzyskała tytuł magistra sztuki (studiowała również na uniwersytetach: University of New Hampshire w Durham, Uniwersytecie Miami w Coral Gables na Florydzie, Uniwersytecie Kalifornijskim w Berkeley). Od 1973 mieszka i tworzy w Nowym Jorku.
Pierwszy raz odwiedziła Polskę w wieku 43 lat. Pierwsza wystawa artystki w Polsce odbyła się w 1992 w Centrum Sztuki Współczesnej Zamek Ujazdowski w Warszawie, druga w 2021 w trzech miejscach: Centrum Rzeźby Polskiej w Orońsku, Muzeum Narodowym w Krakowie i Łazienkach Królewskich w Warszawie.
Zostały zrealizowane filmy biograficzne dotyczące Ursuli von Rydingsvärd: The Making of Hand-e-over (1997), Unorthodox Geometry (1998) i Into Her Own (2019), który w 2020 roku został uznany za jeden z dziesięciu najlepszych filmów dokumentalnych w Stanach Zjednoczonych.

### Życie prywatne
Była żoną Paula Greengarda, amerykańskiego neurobiologa, w 2000 laureata Nagrody Nobla w dziedzinie fizjologii lub medycyny.

## Twórczość
Rzeźby Ursuli von Rydingsvärd są inspirowane sztuką pozaeuropejską (sztuką Afryki, Australii i Oceanii), naturą oraz tradycją sztuki ludowej i rzeźby drewnianej (zwłaszcza Podhala). Artystka zajmuje się również rysunkiem tworzonym na ręcznie wyrabianym własną techniką papierze abaka. Początkowo wykonywała rzeźby w metalu, ale za najbardziej odpowiednie dla siebie tworzywo uznała drewno cedrowe (Western redcedar). Niektórym swoim pracom nadaje polskie nazwy. W ostatnich latach zaczęła stosować takie materiały, jak brąz, papier i żywica.
Prace artystki znajdują się w stałych kolekcjach ponad 30 muzeów oraz w kolekcjach prywatnych. We wrześniu 2021 została odznaczona Złotym Medalem „Zasłużony Kulturze Gloria Artis”.